# 吉斯利弗盧赫山
47°25′35″N 8°06′57″E / 47.426494°N 8.115756°E

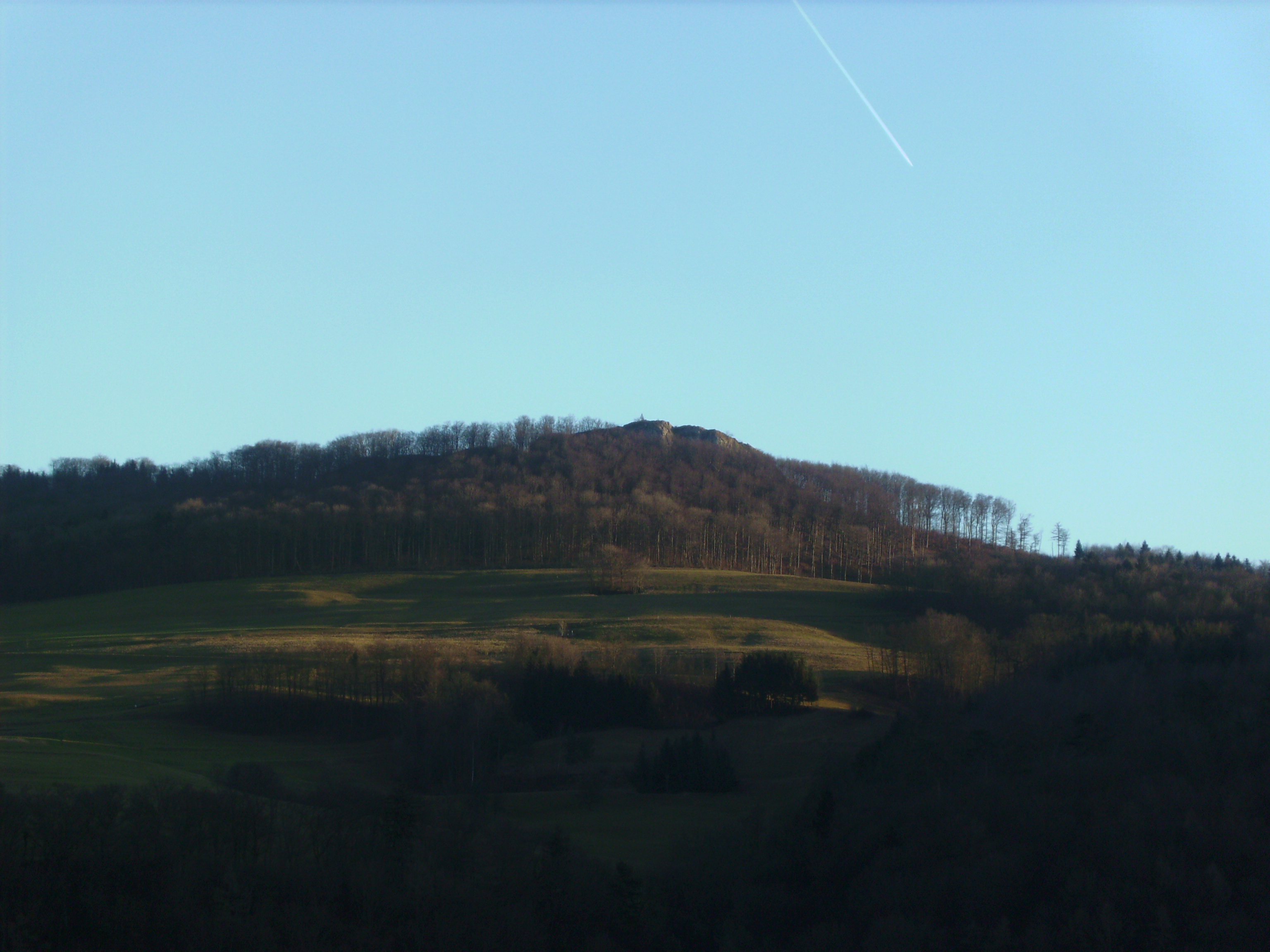

吉斯利弗盧赫山（德語：Gislifluh），是瑞士的山峰，位於該國北部，由阿爾高州負責管轄，屬於汝拉山的一部分，距離歇斯滕貝格山4.5公里，海拔高度772米。